# Găvănoasa
Găvănoasa è un comune della Moldavia situato nel distretto di Cahul di 2 386 abitanti al censimento del 2004.

## Località
Il comune è formato dall'insieme delle seguenti località: (popolazione 2004)
- Găvănoasa (1 296 abitanti)
- Nicolaevca (748 abitanti) già noto come Nicolăeni
- Vladimirovca (342 abitanti) già noto come Vladimireşti